# Megalognatha granulicollis
Megalognatha granulicollis es una especie de insecto coleóptero de la familia Chrysomelidae.
Fue descrita científicamente en 1903 por Marin Jacoby.